# Чесалов, Александр Васильевич
Алекса́ндр Васи́льевич Чеса́лов (22 августа [3 сентября] 1898, Ростов, Ярославская губерния — 21 апреля 1968, Москва) — учёный в областях аэродинамики, теории реактивных двигателей и лётных испытаний воздушных судов, заслуженный деятель науки и техники РСФСР (1943), профессор, доктор технических наук, второй начальник ЛИИ, генерал-майор инженерно-авиационной службы ВВС СССР (19.08.1944), лауреат Сталинской премии.

## Биография
С 1924 года работал в ЦАГИ, окончил МВТУ в 1926 году. Чесалов был участником Всесоюзных планерных состязаний в Коктебеле и международных в Германии (1925). Сконструировал ряд планеров («Москвич», «Закавказец», «Дельфин»). Весьма удачным оказалось его предложение по применению одноколесного шасси на фюзеляжном планере «Закавказец».
Работая в 8 отделе ЦАГИ (секция лётных испытаний) принимал участие в лётных испытаниях новых самолётов, дважды аварийно покидал испытываемые самолёты (см., например, ТБ-5, раздел «Испытания»). Участвовал в подготовке рекордных перелётов М. М. Громова, В. П. Чкалова, В. С. Гризодубовой.
Летом 1932 года по приглашению С. П. Королёва перешел из ЦАГИ в ГИРД (Группа изучения реактивного движения), входил в состав технического совета ГИРД. С 1933 года стал бригадиром 4-й бригады, созданной по инициативе С. П. Королева для осуществления полёта человека на реактивном самолёте.
Чесалов стал одним из основателей ЛИИ (1941), в течение ряда лет он также руководил институтом (08.1941—1942, 1943—07.1947). Сделал вклад в создание и внедрение методов лётных испытаний самолётов и авиадвигателей, оценки вибраций в полёте. В годы Великой Отечественной войны руководил лётными испытаниями для совершенствования конструкции серийных боевых самолётов (в частности, Ту-2ВС и др.).
Александр Васильевич Чесалов умер 21 апреля 1968 года, ночью, от инфаркта.

## Награды
- Сталинская премия II степени (22 марта 1943) — за научный труд: «Руководство для конструкторов», опубликованный в 1940, 1941 и 1942 годах
- Заслуженный деятель науки и техники РСФСР (1943)
- Награждён орденами Ленина, Отечественной войны 1-й степени, Трудового Красного Знамени и Красной Звезды

## Память
- На историческом втором ангаре ЛИИ им. М. М. Громова, где работал А. В. Чесалов, установлена мемориальная доска